# Ljusdal
Ljusdal est la localité principale et le siège de la commune de Ljusdal dans le comté de Gävleborg, en Suède.